# Parvine Curie
Parvine Curie (Nancy, 3 de febrero de 1936) es una escultora francesa de origen iraní.

## Biografía
Parvin Curie, de origen franco-iraní, nació en Nancy, pero pasó su juventud en Troyes. Fue educada en Burdeos y obtuvo su licenciatura en París, donde sus padres tenían una farmacia antes de hacer muchos viajes, sobre todo por España.
En 1957, en su estudio-taller de Barcelona, creó sus primeras esculturas. En 1960, presentó su primera exposición individual en el Instituto de Francia en Barcelona.
En 1970, Parvin Curie ocupó un estudio en la Cité Internationale des Arts en París. Première mère, un ensamblaje de tablones pegados fue observado por el escultor François Stahly que reconoció una gran afinidad con su trabajo de aquel momento. Fue a partir de 1975 su pareja.

## Obra
Las esculturas de Parvine Curie mantienen la desnudez y la austeridad a través de la pureza de líneas y materiales.

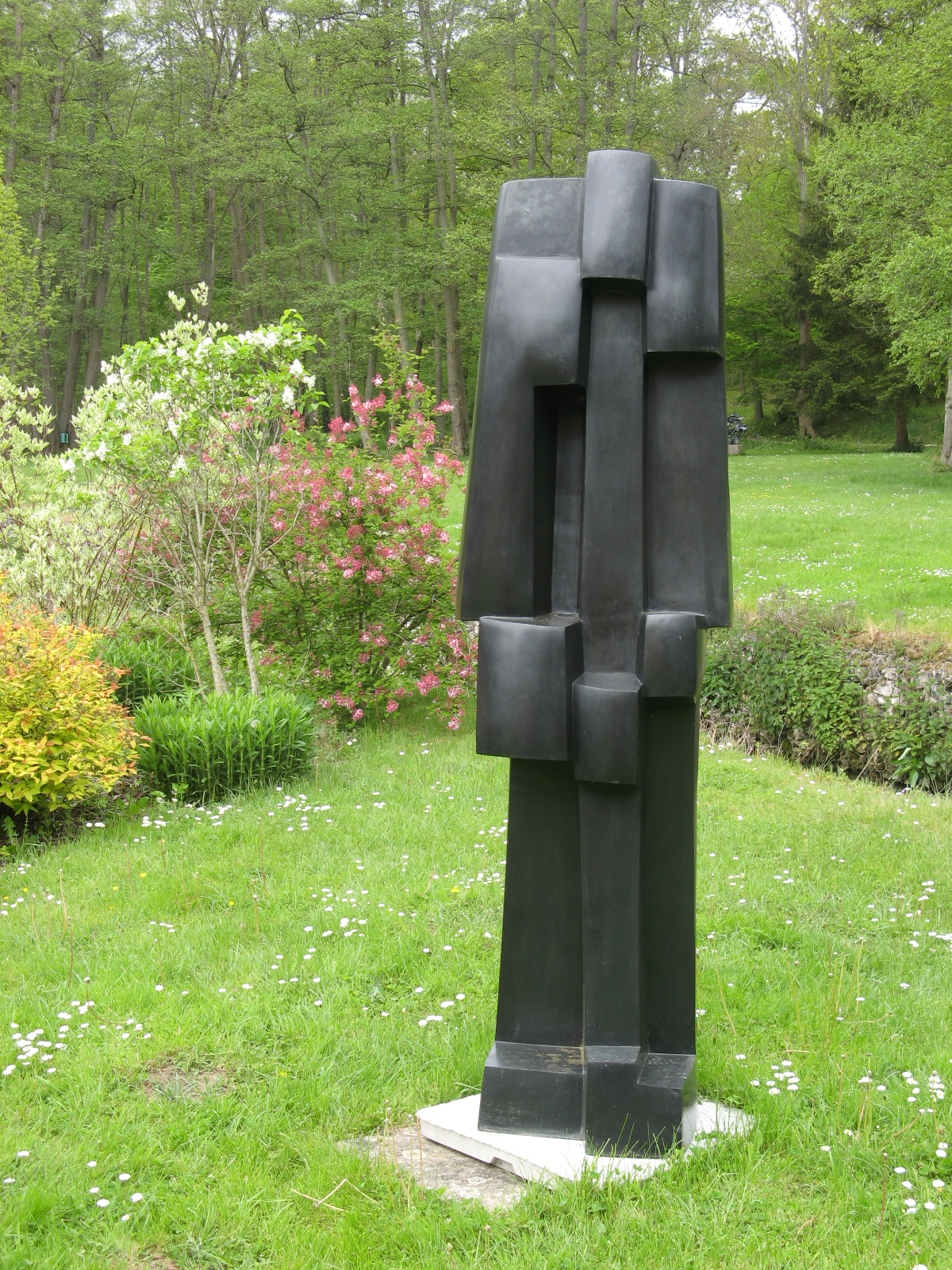
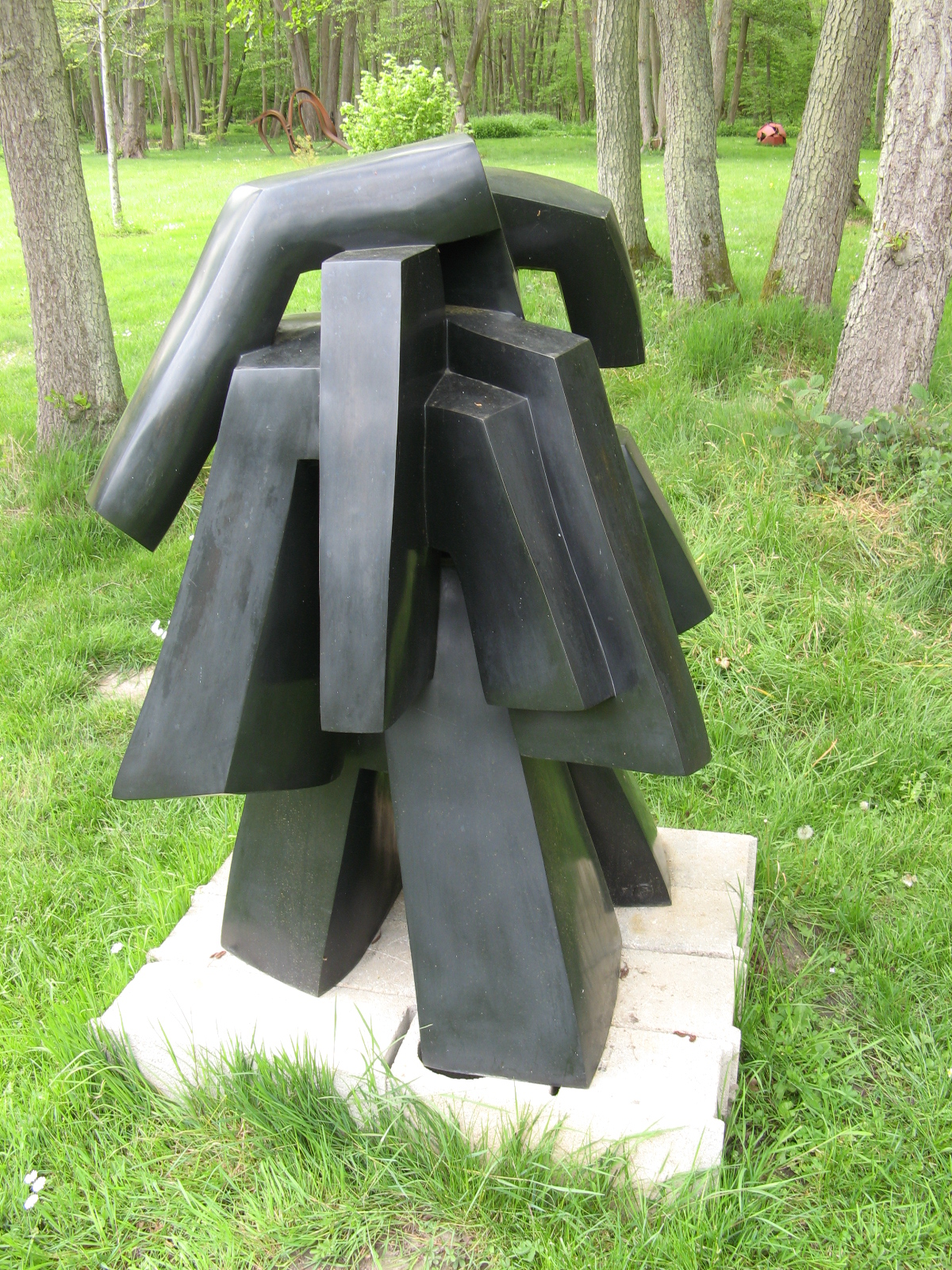
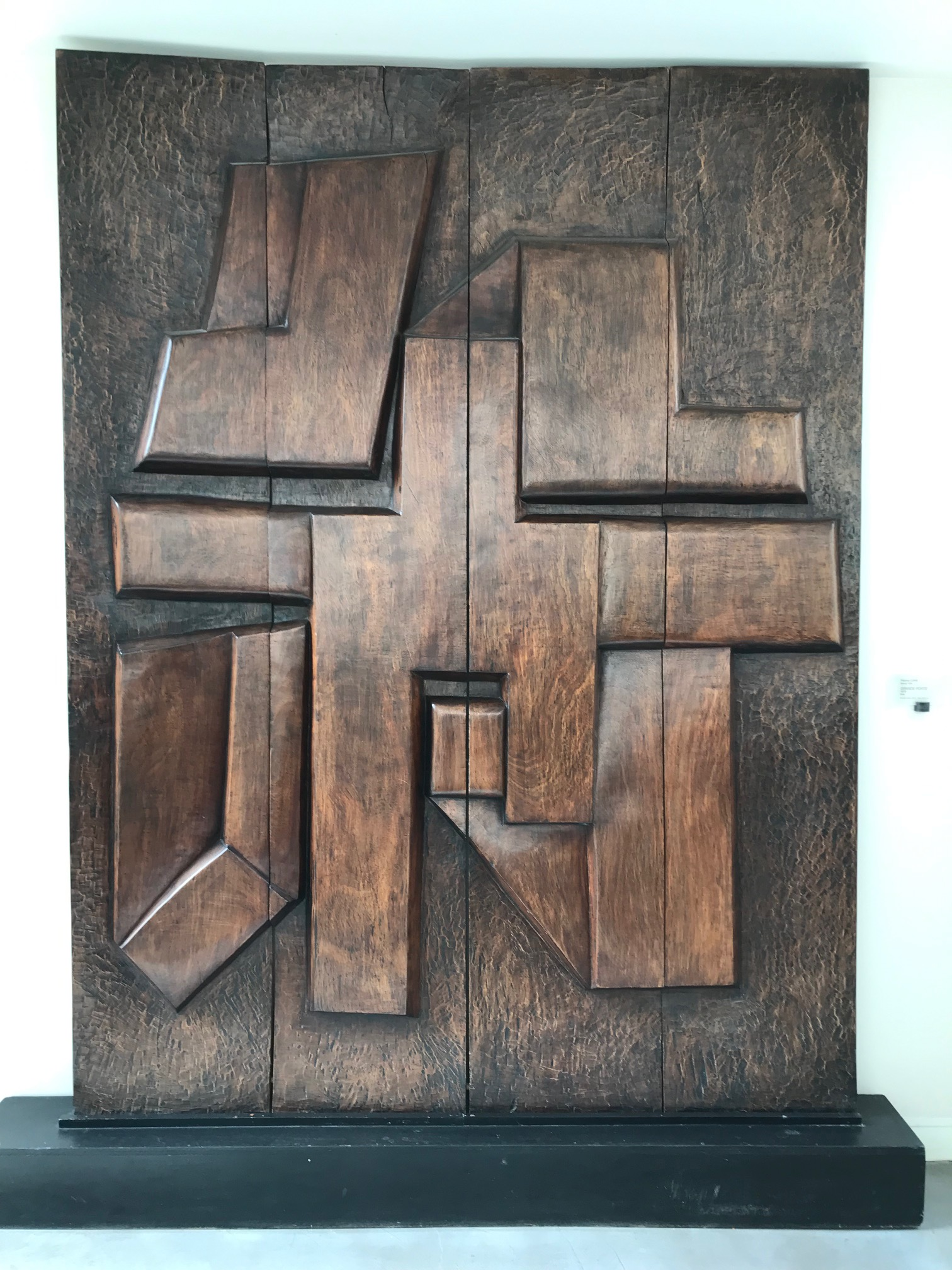

## Distinciones
- Orden de las Artes y las Letras (2021)[1]